# 星野玄太
星野 玄太（ほしの げんた、1995年4月17日 - ）は、2020年現在トップチャレンジリーグコカ・コーラレッドスパークスに所属するラグビー選手。

## プロフィール
- ポジションはスクラムハーフ(SH)。
- 身長 173cm、体重 82kg
- ニックネームはげんた、げんちゃん。
- 愛知県国体代表に選ばれたことがある[1]。

## 来歴
2014年、春日丘高校卒業後、中京大学に入る。
2018年、中京大学卒業後、コカ・コーラレッドスパークスに加入。同年10月20日に行われたジャパンラグビートップリーグ第7節のクボタスピアーズ戦にて途中出場で公式戦初出場を果たす。